# Longuinhos dos Santos

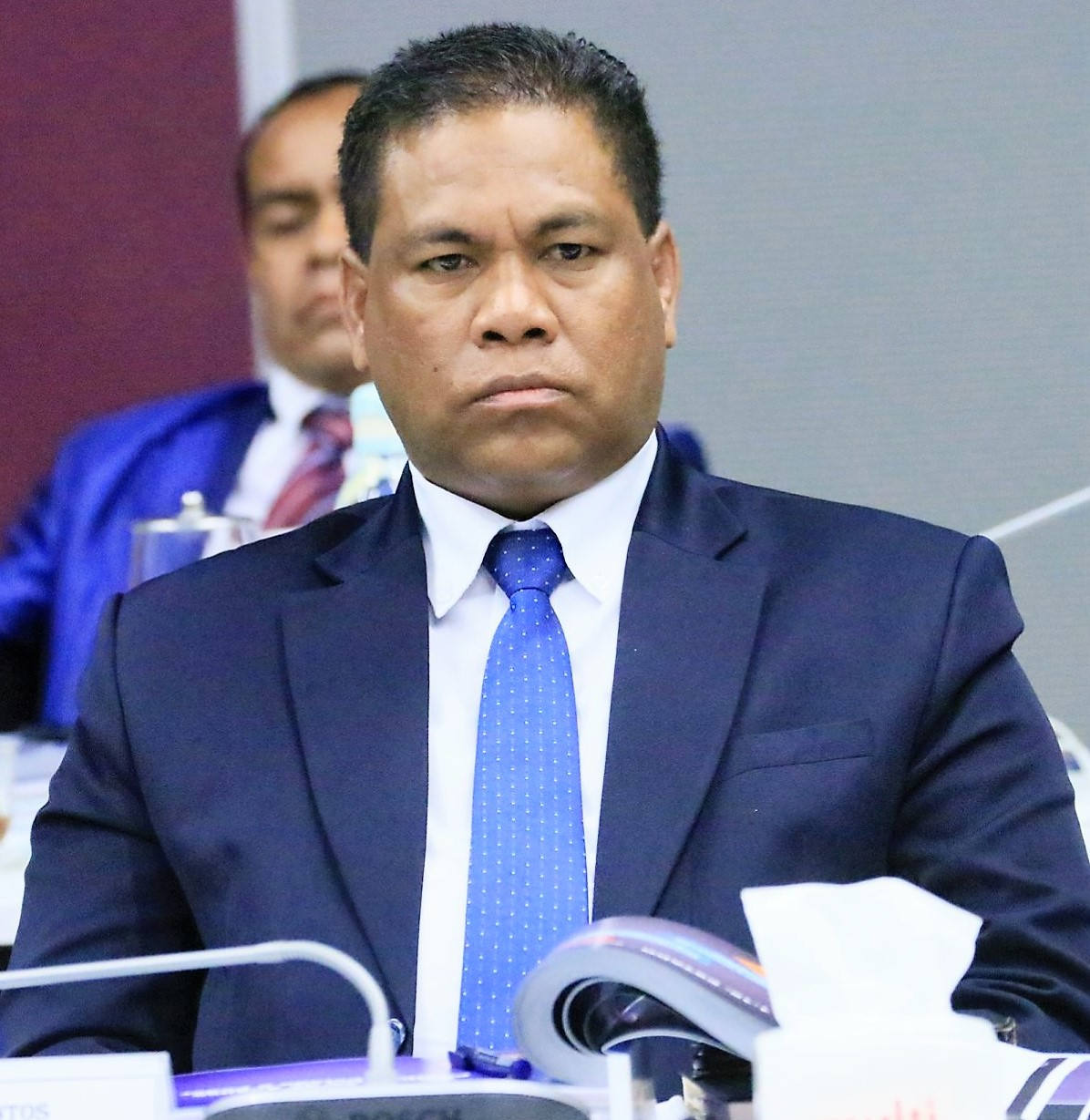
Longuinhos dos Santos (2020)

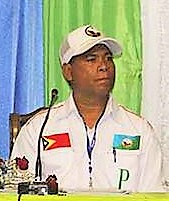
Longuinhos dos Santos bei der Leitung des ersten Nationalkongresses der PLP (2017)

Longuinhos dos Santos (* 5. Juli 1974) ist ein osttimoresischer Politiker. Er ist Mitglied der Partidu Libertasaun Popular (PLP).
Am 22. Juni 2018 wurde er zum Minister für höhere Bildung, Wissenschaft und Kultur vereidigt. Zuvor war er zweiter Vizedekan für Wirtschaft an der Universidade Nasionál Timór Lorosa'e (UNTL). Das Ministeramt hatte Santos bis zum Ende der Legislaturperiode am 30. Juni 2023 inne.